# 1 of 1 (álbum)
1 of 1 é o quinto álbum de estúdio em coreano — nono no total — do boy group sul-coreano Shinee. O álbum foi lançado para download digital mundialmente e em formato físico no mercado interno em 5 de outubro de 2016, produzido pela gravadora S.M. Entertainment e distribuído pela KT Music. O álbum dá um giro modernizado no gênero retro, e remete ao período dos anos 1980-1990.

## Antecedentes e lançamento
Em 4 de setembro de 2016, Shinee realizou seu concerto solo intitulado Shinee World V em Seul. Quatro das 34 canções que foram executadas eram músicas do novo álbum do grupo: "Prism", "Feel Good", "Do not Let Me Go" e "So Amazing". O álbum foi originalmente planejado para ser lançado em meados de setembro, mas membro Onew se machucou durante um desempenho no palco e o lançamento do álbum foi adiado. Em 27 de setembro de 2016, a agência de gestão do grupo, S.M. Entertainment, anunciou que a novo álbum intitulado "1 of 1" seria lançado em 5 de outubro de 2016 e introduziu uma nova conta no Instagram criada para as atividades do grupo. É o primeiro álbum de estúdio interno do grupo em mais de um ano, após o lançamento de Odd em 18 de maio de 2015.
A lista de músicas do álbum foi divulgada em 28 de setembro de 2016 contendo nove faixas. Além disso, para se alinhar com o seu 'tema dos anos 90', o grupo também lançou uma edição limitada de fitas cassete além da versão normal em CD. De 28 de setembro à 2 de outubro de 2016 o grupo lançou vários teasers através de sua conta no Instagram. Cada membro do grupo apresentou uma música de sua escolha em um segmento chamado "Shinee's Pick - What do you think of this song?" num aviso de rádio promocional inspirado nos anos 90 junto com cada foto, que são pré-visualizações de músicas do álbum. Em 1 de outubro, o grupo apresentou duas canções do álbum, "Prism" e "Feel Good" pela primeira vez em público no Spectrum Dance Music Festival. Em 4 de outubro, Shinee realizou a faixa-título "1 of 1" publicamente no palco durante seu showcase para o álbum no SM TOWN COEX Artium. O vídeo da música foi revelado durante o mesmo evento -Onew não é visto durante as sequências de dança, porque ele não pôde participar devido à sua lesão, mas confirmou que estava recebendo tratamento e estava quase totalmente recuperado-. Em 6 de outubro, o grupo começou suas promoções para a canção-título "1 of 1" em programas musicais, começando com M! Countdown. Como parte da promoção, os membros do grupo também apareceram em vários shows de variedades, incluindo Happy Together 3 e Weekly Idol.

## Conceito e composição

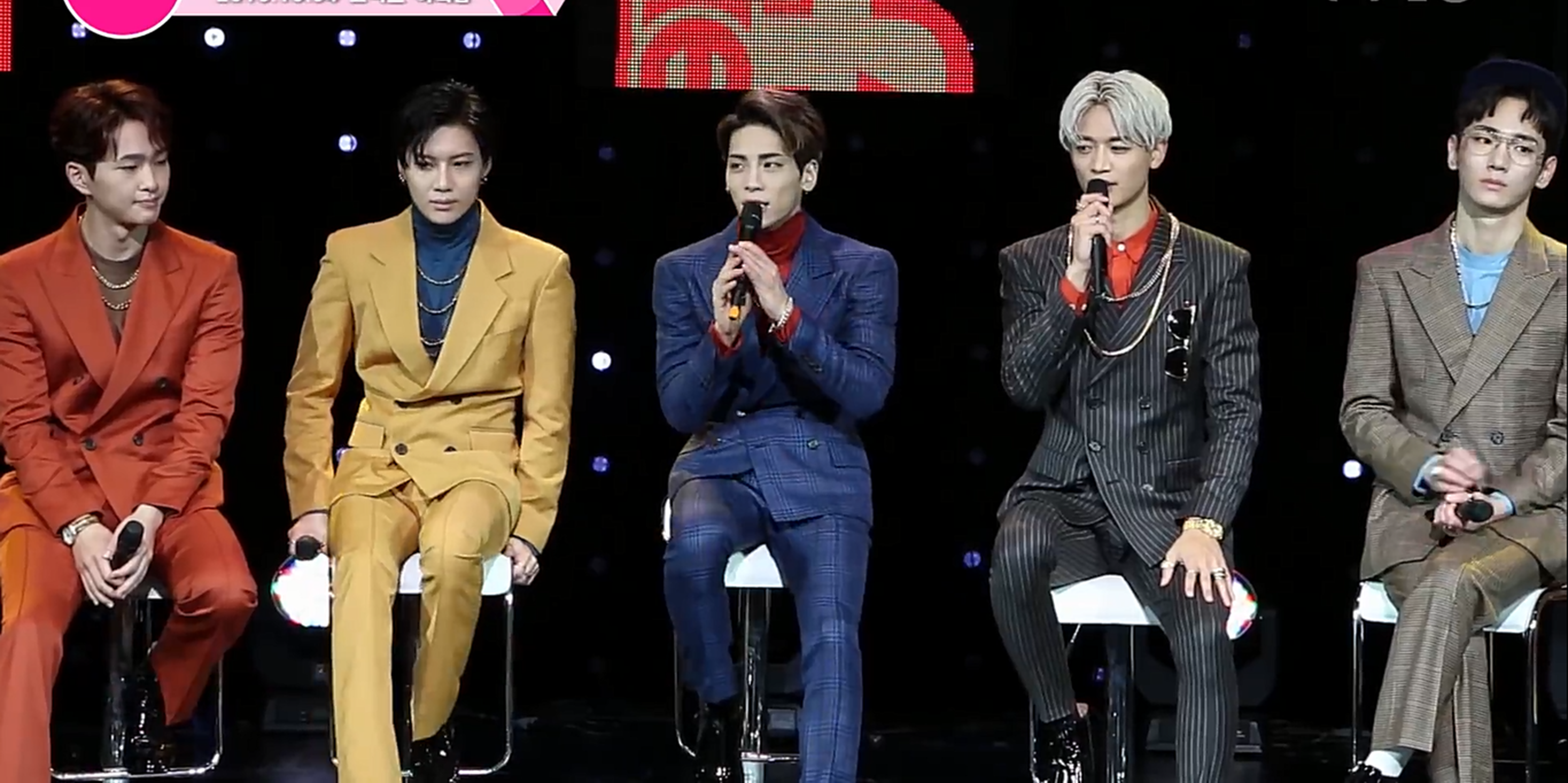
Shinee no showcase do 1 of 1.

Tanto o estilo de moda quanto a música são inspirados nos anos 90. O conceito do álbum vem de volta para "qualquer período desde o final dos anos 1970 a 1990", segundo o membro Jonghyun. O co-compositor da faixa-título, Mike Daley, explicou que os produtores tentaram equilibrar o retro com um toque moderno. O álbum contém nove faixas, incluindo a canção-título "1 of 1", que é descrita como uma canção do gênero new jack swing dos anos 90, um tipo de hip-hop com infusão do dance-pop urbano e é composta por Mike Daley, Mitchell Owens, Michael Jiminez, Tay Jasper e MZMC. A letra da canção conta uma história sobre um homem que está confessando a sua namorada que ela é o único amor de sua vida. Daley, Owens e Jiminez, o trio compositor de "1 of 1", focado em escrever uma música retro com um toque moderno. Daley enfatizou que ele não queria que a nova canção fosse capturada no quadro de uma canção falsa velha e tentou manter o equilíbrio entre o estilo retro e o som moderno, dando-lhe uma batida de tambor forte para conduzir a faixa.
Muitos produtores conhecidos contribuíram para o álbum como Kenzie, o duo de compositores britânicos LDN Noise, e compositor sueco Andreas Öberg. A maioria das canções foram criadas em abril de 2016, um acampamento de composição apresentado por S.M. Entertainment. Jonghyun compôs a canção "Prism", uma canção pop de duas etapas caracterizada com piano e acorde de sintetizador. Para a canção "Don't Let Me Go" Key e Minho participaram da composição do rap. "So Amazing", outra mistura de new jack swing e meio-tempo pop retro foi escrita por Onew, que compara momentos felizes do SHINee e os fãs em shows. O duo britânico LDN Noise, que escreveu músicas anteriores do SHINee como "View" e "Married to the Music", participou na produção da sétima faixa "Shift". Diz-se ter o som original da música pop dos anos 80, adotando tanto o House e UK garage misturando sintetizador e sons graves profundos.

## Lista de faixas
Créditos adaptados da página oficial do artista.
| N.º            | Título                        | Letras                                      | Música                                                                                         | Arranjo                                                                                      | Duração |  |
| 1.             | "Prism"                       | Kim Min-jung                                | Kim Jong-hyun Jamil "Digi" Chammas Deez Wilbart "Vedo" McCoy III MZMC Otha "Vakseen" Davis III | Jamil "Digi" Chammas Deez                                                                    | 3:16    |  |
| 2.             | "1 of 1"                      | JQ Bae Seong-hyeon Lee Seu-ran Kim In-hyung | Mike Daley Mitchell Owens Michael Jiminez Tay Jasper MZMC                                      | Mike Daley Mitchell Owens                                                                    | 3:25    |  |
| 3.             | "Feel Good"                   | Kim In-hyung                                | Timothy "Bos" Bullock Adrian Mckinnon Tay Jasper MZMC                                          | Timothy "Bos" Bullock Tay Jasper                                                             | 3:46    |  |
| 4.             | "Don't Let Me Go" (투명 우산) | Jo Yun Gyeong Choi Min-ho Key               | Hyuk Shin RE:ONE Peter Tambakis Davey Nate                                                     | Hyuk Shin RE:ONE Peter Tambakis Davey Nate                                                   | 3:46    |  |
| 5.             | "Lipstick"                    | Oh Min-ju Choi Min-ho                       | Harvey Mason Jr Mike Daley Britt Burton Tiffany Fred Dewain Whitmore                           | Harvey Mason Jr. Mike Daley Britt Burton Tiffany Fred Dewain Whitmore Patrick "J. Que" Smith | 3:41    |  |
| 6.             | "Don't Stop"                  | Kim Jong-hyun Choi Min-ho Key               | The Stereotypes Micah Powell Maxx Song                                                         | The Stereotypes Micah Powell Maxx Song                                                       | 4:11    |  |
| 7.             | "Shift"                       | Kenzie                                      | Kenzie LDN Noise Adrian McKinnon                                                               | Kenzie LDN Noise Adrian McKinnon                                                             | 3:06    |  |
| 8.             | "U Need Me"                   | Cho Yoon-kyung Choi Min-ho                  | Andreas Oberg Simon Petren Maja Keuc Gustav Karlstrom                                          | Andreas Oberg Simon Petren Maja Keuc Gustav Karlstrom                                        | 3:36    |  |
| 9.             | "<Special Track> So Amazing"  | Lee Jin-ki                                  | Erik Lidbom Takarot                                                                            | Erik Lidbom Takarot                                                                          | 3:41    |  |
| Duração total: | Duração total:                | Duração total:                              | Duração total:                                                                                 | Duração total:                                                                               | 31:08   |  |

## Recepção
Jeff Benjamin do Fuse elogiou o grupo por tentar o clássico, o som old-school de boy band e comparou a canção-título, "1 of 1" com músicas de grupos como New Kids on the Block, New Edition ou H.O.T. - de acordo com Benjamin o sucesso do Shinee trouxe seu som pra frente em tecnologia de 2016. Ele também comparou o foco em cantar diretamente para o ouvinte e usando o pronome "you" para 'material primitivo como "From Me to You" ou "I Want to Hold Your Hand" do  The Beatles.

## Histórico de lançamento
| País          | Data                 | Formato                      | Gravadora                   |
| ------------- | -------------------- | ---------------------------- | --------------------------- |
| Mundialmente  | 5 de outubro de 2016 | Download digital             | S.M. Entertainment          |
| Coreia do Sul | 5 de outubro de 2016 | Cassette CD Download digital | S.M. Entertainment KT Music |